# Hangu (Pakistan)
Pour les articles homonymes, voir Hangu.
Hangu (en pashto : هنګو) est une ville pakistanaise, et capitale du district d'Hangu, dans la province de Khyber Pakhtunkhwa.
La ville est située à moins de cinq kilomètres des régions tribales et a donc été affectée par les combats de l'insurrection islamiste. La ville a été ainsi frappée plusieurs fois par des attentats terroristes.
La population de la ville a été multipliée par plus de trois entre 1972 et 2017 selon les recensements officiels, passant de 13 800 habitants à 48 764. Entre 1998 et 2017, la croissance annuelle moyenne s'affiche à 2,4 %, semblable à la moyenne nationale.
|            | 1972 (rec.) | 1981 (rec.) | 1998 (rec.) | 2017 (rec.) |
| ---------- | ----------- | ----------- | ----------- | ----------- |
| Population | 13 800      | 15 526      | 31 022      | 48 764      |